# 帕劳利
帕劳利（Palauli）是萨摩亚的一个政治区，位于薩瓦伊島。面积523平方公里，人口8,984人（2001年统计）。该区包含15个村。
帕劳利是薩摩亞面積最大的政治區。
13°42′S 172°28′W / 13.7°S 172.47°W